# Неа-Скилунтия
Не́а-Скилунти́я (греч. Νέα Σκιλλουντία) — село в Греции. Входит в общину (дим) Андрицена-Крестена в периферийной единице Элида в периферии Западная Греция. Находится на высоте 319 метров над уровнем моря, в западной части полуострова Пелопоннес, в 4 километрах к юго-востоку от Олимпии, в 21 километре к юго-востоку от Пиргоса, в 71 километре к юго-западу от Патр и в 185 километрах к юго-западу от Афин. Население 321 человек по переписи 2011 года.
Село создано в 1978 году (ΦΕΚ 18Α). Название Неа-Скилунтия («Новая Скилунтия») получило от села Скилунтия, которое в свою очередь — от древнего города Скиллунта.

## Сообщество Скилунтия
В 1912 году (ΦΕΚ 262Α) создано сообщество Мази, в 1915 переименовано в Скилунтию. В 1979 году (ΦΕΚ 8Α) административным центром сообщества стало село Неа-Скилунтия. В сообщество входит село Скилунтия. Население 341 человек по переписи 2011 года. Площадь 9,8 квадратных километров.
| Наименование  | Население (2011), человек |
| ------------- | ------------------------- |
| Неа-Скилунтия | 321                       |
| Скилунтия     | 20                        |

## Население
| Год  | Население, человек |
| ---- | ------------------ |
| 1991 | 347                |
| 2001 | 508                |
| 2011 | ↘ 321              |